# Ålidhems distrikt
Ålidhems distrikt är ett distrikt i Umeå kommun och Västerbottens län. Distriktet omfattar de sydöstra delarna av tätorten Umeå samt ett område österut kring tätorten Innertavle i södra Västerbotten

## Tidigare administrativ tillhörighet
Distriktet inrättades 2016 och utgörs av en del av det område som till 1971 utgjorde Umeå stad.
Området motsvarar den omfattning Ålidhems församling hade 1999/2000 och fick 1998 efter utbrytning av Umeå Maria församling.

## Tätorter och småorter
I Ålidhems distrikt finns två tätorter och två småorter.

### Tätorter
- Innertavle
- Umeå (del av)

### Småorter
- Sillviken
- Yttertavle

## Bilder

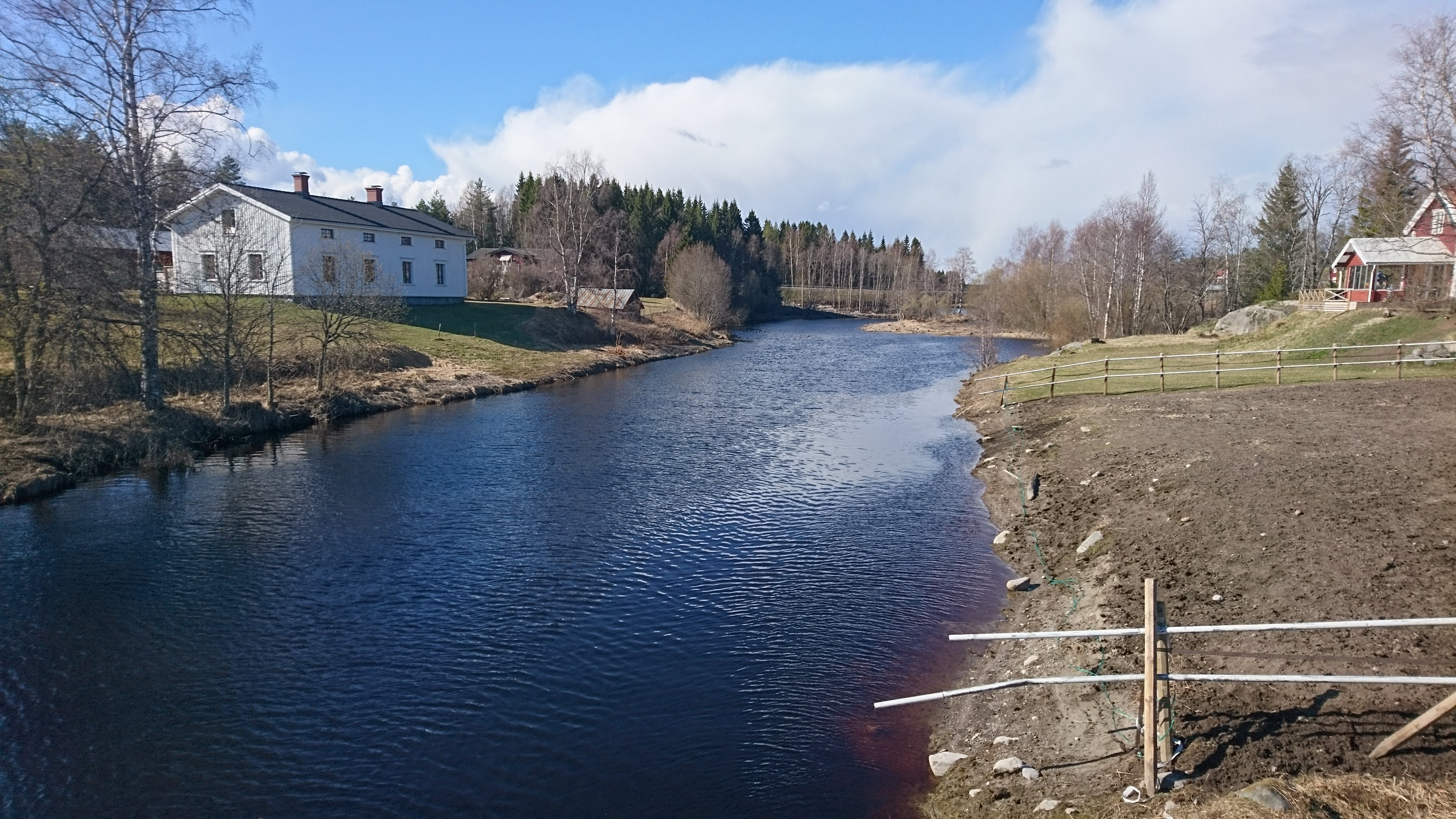
Innertavle med Tavelån.
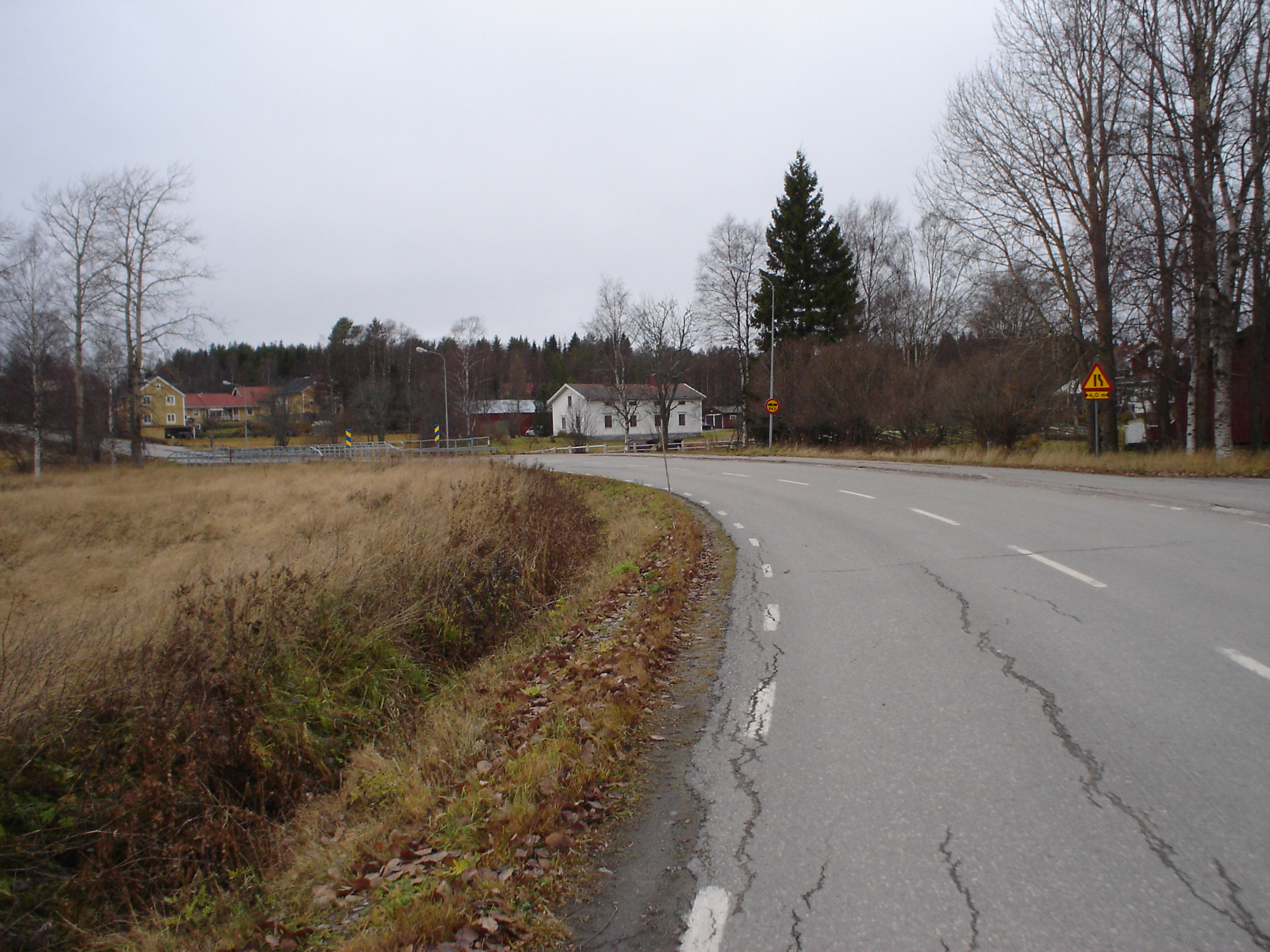
Innertavle.
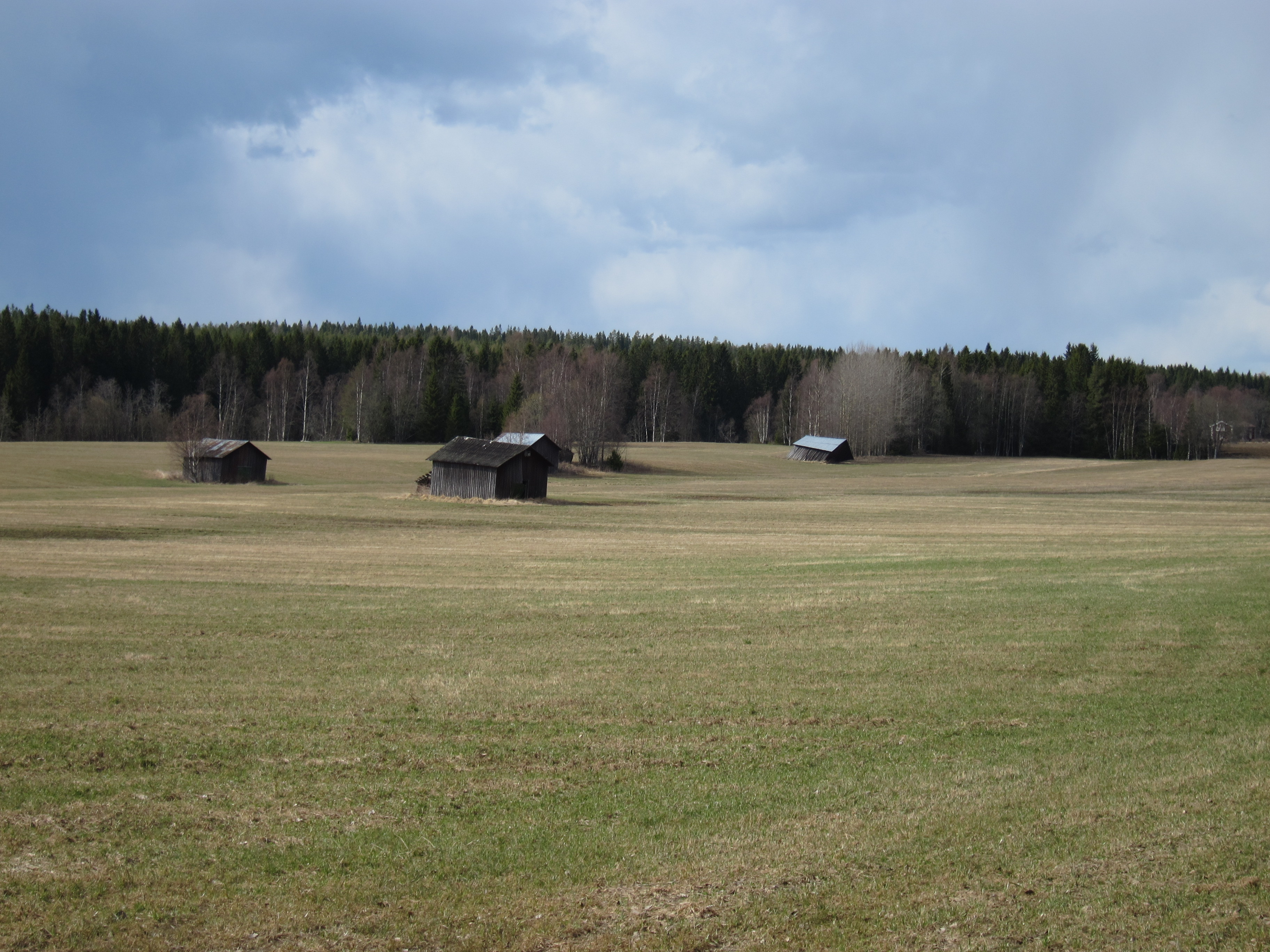
Landsbygd.
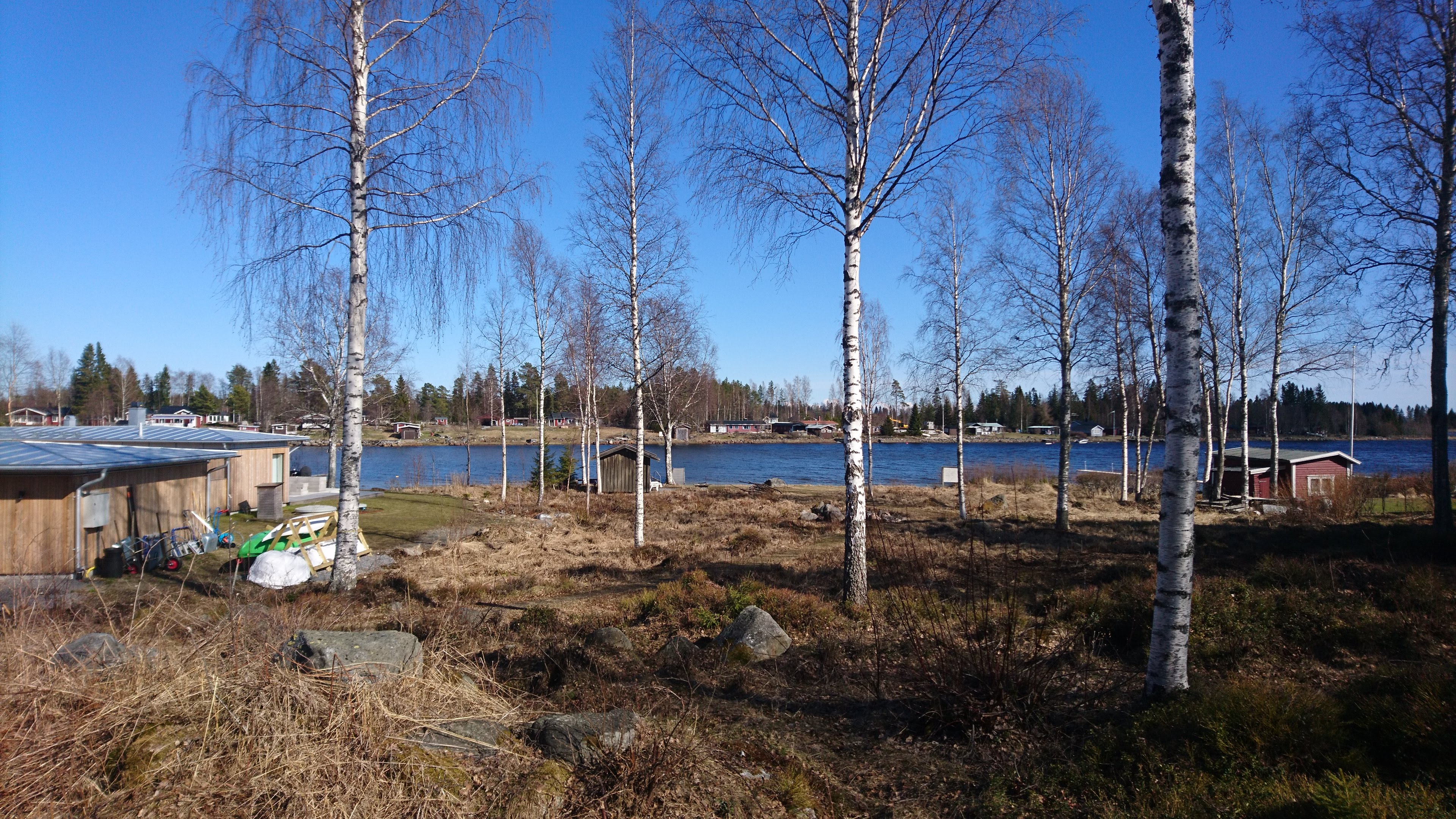
Sillviken.